# Лесная (река, Сахалин)
Лесна́я — река на острове Сахалин. Впадает в залив Терпения Охотского моря. Длина — 33 км, площадь водосборного бассейна насчитывает 308 км².
Протекает по территории Макаровского городского округа Сахалинской области. Берёт начало севернее горы Геркулес Камышового хребта. Общее направление течения с запада на восток. В устье находится село Поречье.
Крупные притоки: Мадера, Железняк.

## Данные водного реестра
По данным государственного водного реестра России относится к Амурскому бассейновому округу.
Код объекта в государственном водном реестре — 20050000212118300005185.